# Verjurat

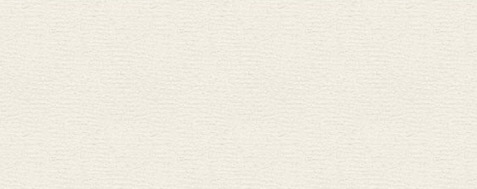
Tipus de paper amb marques longitudinals.

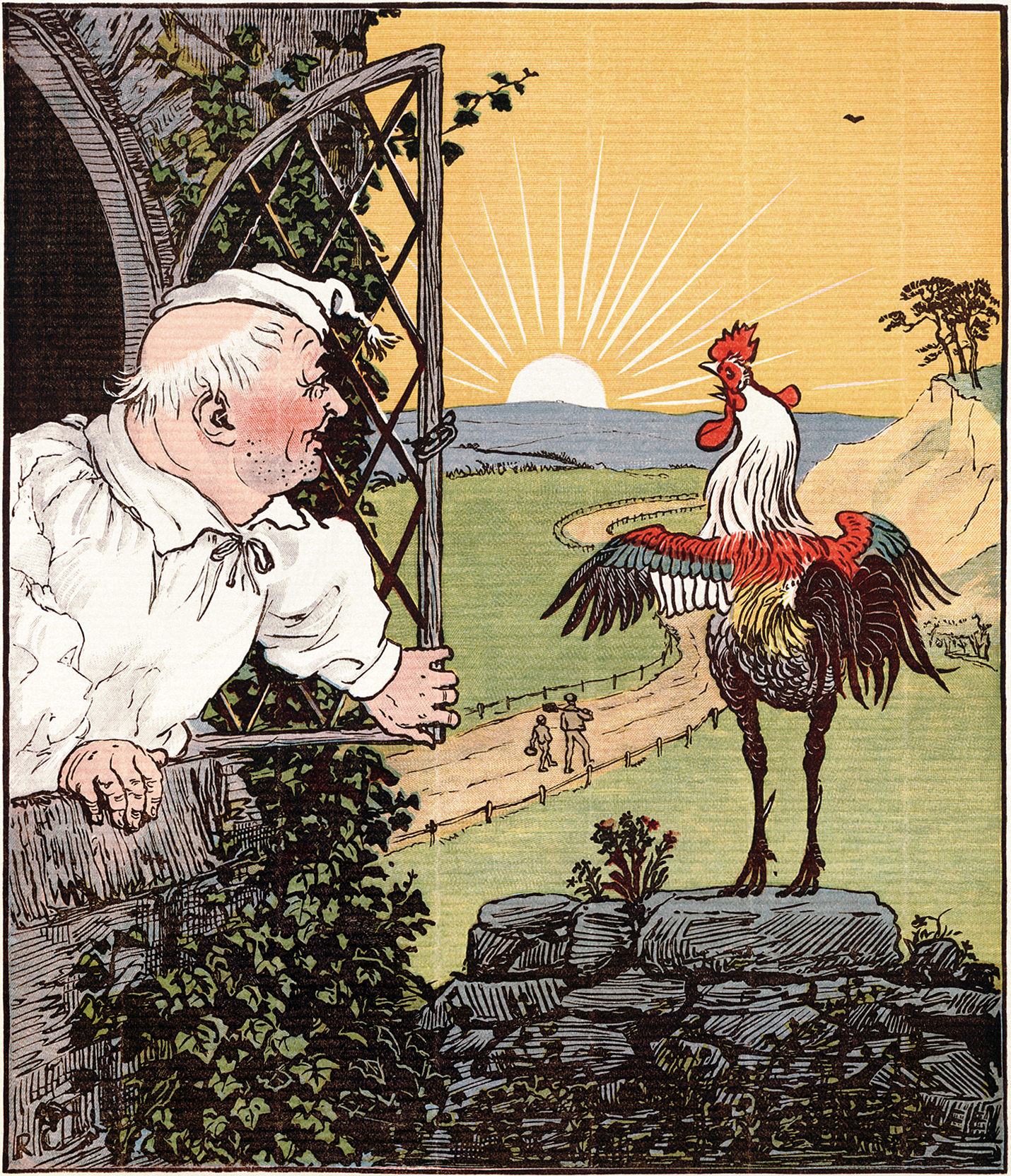
Verjures visibles en una il·lustració de Randolph Caldecott (en un llibre publicat el 1887, restaurat).

El paper verjurat és un tipus de paper d'escriptura i impremta, generalment de bona qualitat, amb una textura formada per fines ratlles longitudinals (cadascuna de les quals és una verjura), visibles també a contrallum. Aquestes ratlles les deixen els filferros del sedàs utilitzat per a la fabricació del paper.
El paper verjurat és la tècnica d'elaboració més antiga, que es pot documentar al segle XIII a Itàlia, mentre que el paper vitel·la va aparèixer cinc segles més tard a Anglaterra.